# Брига-Альта
Брига-Альта (итал. Briga Alta) — коммуна в Италии, располагается в регионе Пьемонт, в провинции Кунео.
Население составляет 52 человека (2008 г.), плотность населения составляет 1 чел./км². Занимает площадь 51 км². Почтовый индекс — 18025. Телефонный код — 0174.
Покровителем коммуны почитается святой апостол Иаков Старший, празднование 25 июля.

## Демография
Динамика населения:

## Администрация коммуны
- Официальный сайт: